# Fijiklauwiermonarch
De fijiklauwiermonarch (Clytorhynchus vitiensis) is een zangvogel uit de familie Monarchidae (monarchen).

## Verspreiding en leefgebied
Deze soort komt voor in Fiji, Tonga en Samoa telt twaalf ondersoorten:
- C. v. wiglesworthi: Rotuma (noordelijk Fiji).
- C. v. brunneus: Kadavu, Ono en Vanua Kula (zuidwestelijk Fiji).
- C. v. vitiensis: westelijk Fiji.
- C. v. buensis: Vanua Levu en Kioa (noordelijk Fiji).
- C. v. layardi: Taveuni (centraal Fiji).
- C. v. pontifex: Ngamia en Rambi (noordelijk Fiji).
- C. v. vatuanus: noordelijke Lau-eilanden (oostelijk Fiji).
- C. v. nesiotes: zuidelijke Lau-eilanden (oostelijk Fiji).
- C. v. fortunae: Wallis en Futuna (noordoostelijk van Fiji).
- C. v. heinei: centraal Tonga.
- C. v. keppeli: Niuatoputapu en Tafahi (noordelijk Tonga).
- C. v. powelli: Samoa.

## Status
De grootte van de populatie is niet gekwantificeerd maar de soort wordt omschreven als zeldzaam tot algemeen. Op de Rode lijst van de IUCN heeft deze soort de status niet bedreigd.